# Revolution Saints
I Revolution Saints sono un supergruppo hard rock statunitense formato nel 2014.
Il progetto nasce dall'unione del bassista Jack Blades (Night Ranger, Damn Yankees e Shaw Blades), del chitarrista Doug Aldrich (Whitesnake, Dio, Lion, Dead Daisies, Bad Moon Rising e Burning Rain) e del batterista Deen Castronovo  (Journey, Ozzy Osbourne, Bad English e Hardline)
L'album omonimo di debutto è uscito il 24 febbraio del 2015 tramite Frontiers Records.

## Formazione
- Jack Blades - voce, basso
- Deen Castronovo - voce, batteria
- Doug Aldrich - chitarra
- Alessandro Del Vecchio - tastiere

## Discografia
- 2015 - Revolution Saints
- 2017 - Light in the Dark
- 2020 - Rise
- 2023 - Eagle Flight
- 2024 - Against The Winds